# Почерпка или пакост
„Почерпка или пакост“ (на английски: Trick 'r Treat) е американска антологична комедия на ужасите от 2007 г., написан и режисиран от Майкъл Дохърти. Във филма участват Дилън Бейкрър, Рошел Айтес, Ана Пакуин и Брайън Кокс.